# Dean Sedgewick
Dean Sedgewick es un deportista estadounidense que compitió en judo. Ganó una medalla de plata en el Campeonato Panamericano de Judo de 1974, en la categoría de +93 kg.

## Palmarés internacional
| Campeonato Panamericano | Campeonato Panamericano   | Campeonato Panamericano | Campeonato Panamericano |
| Año                     | Lugar                     | Medalla                 | Categoría               |
| ----------------------- | ------------------------- | ----------------------- | ----------------------- |
| 1974                    | Ciudad de Panamá (Panamá) | Medalla de plata        | +93 kg                  |